# Alonso Pérez de Guzmán y Zúñiga
 (octobre 2017).
Si vous disposez d'ouvrages ou d'articles de référence ou si vous connaissez des sites web de qualité traitant du thème abordé ici, merci de compléter l'article en donnant les références utiles à sa vérifiabilité et en les liant à la section « Notes et références ».
Pour les articles homonymes, voir Guzmán et Alonso Pérez de Guzmán el Bueno y Zúñiga.
Alonso Pérez de Guzmán y Zúñiga, mort en 1549, est un noble espagnol appartenant à la maison de Medina-Sidonia, 10e Seigneur de Sanlúcar, 7e comte de Niebla, 5e duc de Medina-Sidonia et 3e marquis de Cazaza.

## Biographie
Fils de Juan Alonso Pérez de Guzmán y Afán de Ribera, 3e duc de Medina-Sidonia et Leonor de Guzman et Zuniga († 1515). Il succède à son demi-frère Enrique Pérez de Guzmán y Fernández de Velasco, à la mort de celui-ci. En 1513, il se marie par procuration avec Ana d'Aragon, fille de l'archevêque de Saragosse Alfonse d'Aragon, enfant naturel de Ferdinand le Catholique. Le mariage est officialisé 1515, mais demeuré sans descendance il est annulé et en 1518, Carlos Ier d'Espagne accepte le transfert du duché à son frère Juan Alonso Perez de Guzmán y Zúñiga qui épouse à son tour Anne d'Aragon.